# Свети Георги (Върбяни)
Вижте пояснителната страница за други значения на Свети Георги.
„Свети Георги“ (на македонска литературна норма: „Свети Ѓорѓи“) е православна църква в охридското село Върбяни, Северна Македония. Църквата е под управлението на Дебърско-Кичевската епархия на Македонска православна църква.

## Архитектура
Храмът е гробищен и е разположен на възвишение в северозападната част на селото. В архитектурно отношение представлява еднокорабна църква от кършен камък с полукръгъл свод. Тристранната апсида на изток е от бигор. Във вътрешността на северната и южната стена има дълбоки ниши.
В 1995 година е извършена цялостна реконструкция на покрива.

## Живопис
Църквата е изписана в 1605 година, според запазения надпис. Във втория надпис, разположен в олтарното пространство, са изписани имената на дарителите и майсторите.
На северната стена на храма са изобразени охридският чудотворец Свети Наум, представен като архиерей и Свети Кирил Философ, а на южната стена са изобразени Свети Ахил Лариски и Свети Прохор. Всички са светци особено почитани в Охридската апхиепископия, а Прохор Охридски е един от най-дейните охридски архиепископи, управлявал от 1528 до смъртта си в 1550 година. Под образа на Свети Прохор са образите на Свети Сава Сръбски и Свети Симеон, с което може би ктиторът се е опитал да подчертае примата на Архиепископията по отношение на сръбските епархии.
- Стенописи, 1605 г.
- Свети Кирил Философ
- Свети Ахил Лариски
- Свети Наум Охридски
- Свети Прохор Охридски

В 1903 година църквата изгаря заедно с цялото село при потушаването на Илинденско-Преображенското въстание. Иконостасът е възстановен в 1916 година от Георги Донев.